# Ciliocincta akkeshiensis
Ciliocincta akkeshiensis är en djurart som beskrevs av Tajika 1979. Ciliocincta akkeshiensis ingår i släktet Ciliocincta, och familjen Rhopaluridae. Inga underarter finns listade i Catalogue of Life.